# نام سانگ کو
نام سانگ کو (انگلیسی: Nam Song-chol؛ زادهٔ ۷ مهٔ ۱۹۸۲) یک بازیکن فوتبال اهل کره شمالی است.
وی همچنین در تیم‌های ملی فوتبال کره شمالی بازی کرده‌است.